# Instituto Nacional de Estadística y Censos (Ecuador)
El Instituto Nacional de Estadísticas y Censos de Ecuador (INEC, por sus siglas) es la institución rectora de la estadística nacional de Ecuador, encargada de generar la recabación, compilación y visualización de los datos económicos, ambientales y sociodemográficos del país para la toma de decisiones en la política pública. Su director actual es Diego Andrade Ortiz, desde 2019. El edificio matriz se encuentra en la ciudad de Quito en Juan Larrea N15-36 y José Riofrío.

## Historia
El INEC fue fundado el 7 de mayo de 1976, mediante el decreto presidencial 323 al fusionar las entidades: Instituto Nacional de Estadística, Oficina de Censos Nacionales y Centro de Análisis Demográfico. Posteriormente se crea el CONADE (Consejo Nacional de Desarrollo) de la cual fue una de las entidades adscritas. Durante el gobierno de Jamil Mahuad se suprime el CONADE y se añade al Ministerio de Economía y Finanzas. En el año 2007, mediante el decreto presidencial 490, el INEC pasa a ser una entidad adscrita al SENPLADES (Secretaría Nacional de Planificación y Desarrollo). En el 2019, durante la presidencia de Lenín Moreno, se suprime la SENPLADES y el INEC pasa a ser una entidad dependiente de la Presidencia de la República.

## Censos en Ecuador

### Censo de Población y Vivienda 2000
El VI Censo de Población y V de Vivienda se realizó el 25 de noviembre de 2001. El mayor resultado de este censo fue la cifra aproximada de 12 millones de habitantes en Ecuador.

### Censo de Población y Vivienda 2010
El Censo ecuatoriano de 2010 contó con la particularidad de que existía un ítem de autoidentificación cultural, ampliando las opciones para incluir a los pueblos y nacionalidades indígenas y afroecuatorianos del Ecuador. Los resultados de este censo, entre otros, aclaraban que la cifra de ecuatorianos se aproximaba a 14 millones y medio de habitantes, y más de 4 millones y medio de viviendas.

### Censo de Población y Vivienda 2020
El VIII Censo de Población y VII de Vivienda, comenzó a prepararse desde 2017, y se llevó a cabo en noviembre de 2020. Este tiene 5 años de vigencia y sus resultados abarcarán una década completa. Para su ejecución, en medio de la pandemia de COVID-19 en Ecuador, se proyectó el avance de actualización cartográfica desde el mes de septiembre de dicho año.